# Саки (писател)
Вижте пояснителната страница за други личности с името Саки.
Хектор Хю Мънроу (на английски: Hector Hugh Munro), известен с литературния си псевдоним Саки (Saki), е британски писател, майстор на късия разказ.
Остроумните, понякога макабрени истории сатиризират обществото и културата на Едуардова Великобритания. Саки често е сравняван с О. Хенри и Дороти Паркър. Повлиян от Оскар Уайлд, Луис Карол и Киплинг, Саки на свой ред повлиява А. А. Милн, Ноел Кауърд и П. Г. Удхаус.